# Politisches System Rumäniens

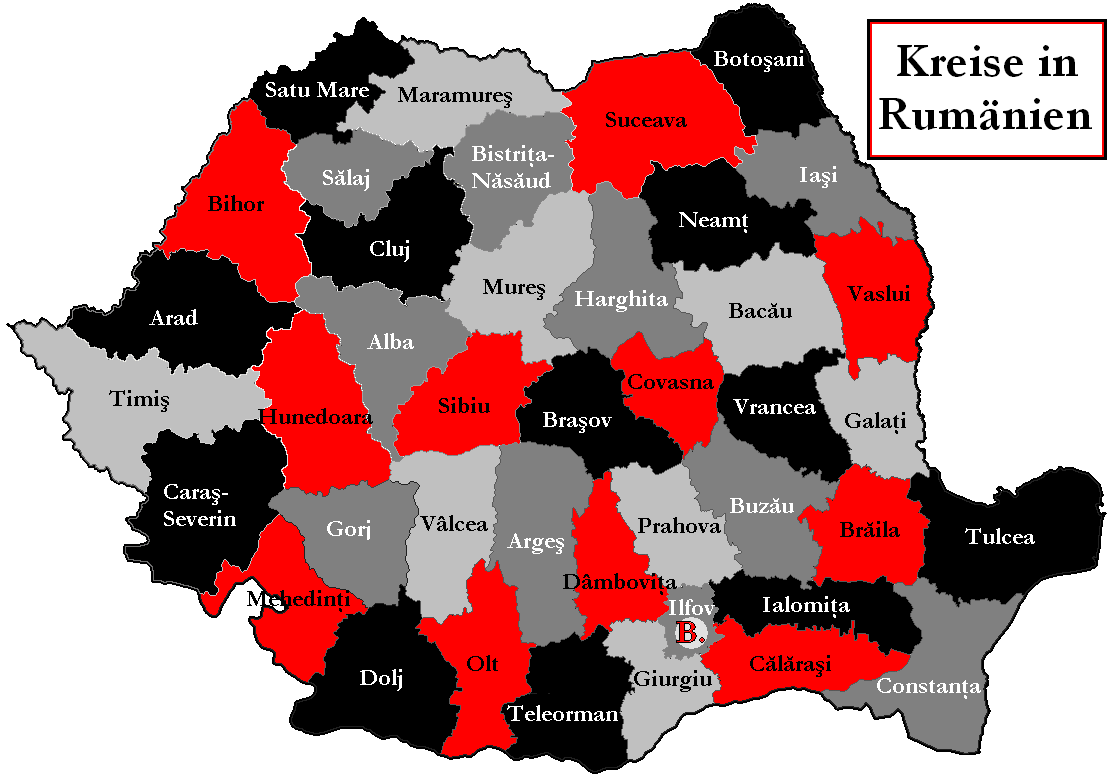
Administrative Einteilung Rumäniens in Kreise

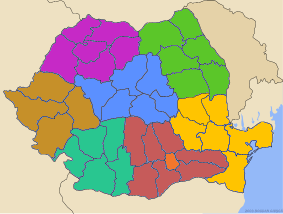
Planungsregionen in Rumänien

Das politische System Rumäniens ist eine repräsentative parlamentarische Demokratie. Staatsoberhaupt ist der Präsident, Regierungschef der Ministerpräsident. Die gesetzgebende Gewalt liegt bei den beiden Kammern des Parlaments. Die Judikative besteht aus einem System von Gerichtsinstanzen, an dessen Spitze der Oberste Gerichtshof steht.
Im Demokratieindex 2023 belegt Rumänien Platz 61 von 179 Ländern, womit das Land als eine „unvollständige Demokratie“ gilt.

## Verfassung
Die erste nachsozialistische Verfassung Rumäniens wurde 1991 verabschiedet. Im Jahre 2003, während der Regierungszeit der PSD, trat eine reformierte Verfassung in Kraft; sie war von einer Mehrheit der Staatsbürger per Referendum bestätigt worden. Die Verfassungsänderungen waren größtenteils von der Europäischen Union gefordert worden, um den Beitritt Rumäniens zur EU zu ermöglichen. Laut Artikel 1 der Verfassung ist Rumänien ein demokratischer Rechtsstaat, in dem die Würde des Menschen, die Rechte und Freiheiten der Bürger, die Gerechtigkeit, die freie Entwicklung der menschlichen Persönlichkeit und der politische Pluralismus höchste Werte darstellen und garantiert sind.
Die Wirtschaft Rumäniens ist eine Marktwirtschaft. Der Staat muss u. a. den freien Handel und den Schutz des lauteren Wettbewerbs gewährleisten und einen günstigen Rahmen für die Produktion schaffen.

### Parlament
Die nationale Gesetzgebung obliegt einem Zweikammernparlament, das aus der Abgeordnetenkammer (Camera Deputaților) und dem Senat (Senatul) besteht. Die Mitglieder werden für 4 Jahre durch ein gemischtes Personen- und Verhältniswahlrecht gewählt. Die letzten Wahlen fanden am 1. Dezember 2024 statt.
Am 23. Dezember 2024 wurde Ciprian-Constantin Șerban (PSD) Präsident der Abgeordnetenkammer.

### Präsident
Der Präsident Rumäniens (rumänisch președinte) wird direkt vom Volk für einen Zeitraum von fünf Jahren (bis 2004 für 4 Jahre) gewählt.
Ihm obliegt die Überwachung der Einhaltung der Verfassung und des Funktionierens der öffentlichen Behörden, und er repräsentiert den Staat.
Er wirkt zwischen den Staatsgewalten, dem Staat und der Gesellschaft als Vermittler. Er nominiert den Ministerpräsidenten, der wiederum ein Kabinett ernennt, das durch eine Vertrauensabstimmung im Parlament bestätigt werden muss. Der Präsident ist auch oberster Befehlshaber der Armee und Vorsitzender des obersten Rats für Landesverteidigung Maximal zwei Amtsperioden sind möglich. Seit Mai 2025 ist Nicușor Dan Präsident Rumäniens.

### Verfassungsgericht
Das Verfassungsgericht befindet auf Anrufung über die Verfassungsmäßigkeit von Gesetzen und entscheidet über Gesuche aus dem regulären Gerichtssystem über die Verfassungswidrigkeit von Gesetzen und Verordnungen. Das Gericht besteht aus neun Richtern. Drei von ihnen werden von der Abgeordnetenkammer, drei vom Senat und drei vom Präsidenten ernannt. Ihre Amtszeit beträgt neun Jahre; sie können in dieser Zeit nicht abgesetzt werden.
Das Rechtssystem Rumäniens basiert auf dem Code pénal. Das Gerichtswesen ist unabhängig, und vom Präsidenten ernannte Richter sind nicht absetzbar. Der Präsident und die anderen Richter des Obersten Gerichtshofs werden für eine Zeit von sechs Jahren ernannt und können erneut ernannt werden. Gerichtsverhandlungen sind öffentlich, außer in speziellen gesetzlich geregelten Fällen.
Die Staatsanwaltschaft vertritt die allgemeinen Interessen der Gesellschaft und verteidigt die Rechtsordnung sowie die bürgerlichen Rechte und Freiheiten. Die Staatsanwälte üben ihre Tätigkeit gemäß den Prinzipien der Gesetzlichkeit und Unparteilichkeit aus.

### Regierung
In den 28 Jahren von Ende 1989 bis Anfang 2018 hatte Rumänien 14 Regierungen (siehe auch Postkommunistische Ära in Rumänien).
Die Aufgaben und Befugnisse der Regierung sind in Kapitel III der Verfassung Rumäniens (Artikel 101 bis 109) festgelegt, die Beziehungen zwischen Parlament und Regierung in Kapitel IV (Artikel 110 bis 114).

### Verwaltungsgliederung
Das Territorium ist verwaltungsmäßig in 41 Kreise (județ/județe) und ein Munizipium (die Hauptstadt Bukarest) gegliedert. Jeder Kreis wird durch einen gewählten Kreisrat und einen (seit 2008) direkt gewählten Kreisratsvorsitzenden verwaltet. Die Lokalräte und die gewählten Bürgermeister sind die öffentlichen Verwaltungsbehörden in den Dörfern und Städten. Der Kreisrat ist die öffentliche Verwaltungsbehörde, die die Aktivitäten der Lokalräte in einem Kreis koordiniert.
Die Zentralregierung ernennt einen Präfekten für jeden Kreis und für das Munizipium Bukarest. Der Präfekt vertritt die Regierung auf lokaler Ebene und leitet die öffentlichen Dienste der Ministerien und anderer Zentralorgane auf Kreisebene. Ein Präfekt kann einen Akt einer lokalen Behörde blockieren, wenn er ihn für gesetzeswidrig befindet. Die Angelegenheit wird dann durch ein Verwaltungsgericht entschieden.
Seit dem 1. Januar 2006 dürfen sie nicht mehr Mitglieder in einer Partei sein. Dieses Eilgesetz wurde durch den Minister für Verwaltung und Internes, Vasile Blaga, am 14. Dezember 2005 von der Regierung, ohne Aussprache im Parlament, akzeptiert. Durch dieses Gesetz soll sichergestellt sein, dass zukünftige Präfekten professionelle Administratoren sind.
Unter der neuen Gesetzgebung, die seit Januar 1999 in Kraft ist, haben Lokalräte die Kontrolle über die Verwendung des Budgets, das ihnen von der Zentralregierung zur Verfügung gestellt wird, und sie sind befugt, zusätzliche Einnahmen auf lokaler Ebene zu erheben. Die von der Regierung ernannten Präfekten, die vormals bedeutsame Vollmachten über das Budget hatten, sind nunmehr darauf beschränkt, die Ausgaben auf ihre Konformität mit der Verfassung zu überprüfen.

## Parteien

### In der Abgeordnetenkammer
Folgende Parteien sind in der Abgeordnetenkammer vertreten:
- Partidul Social Democrat (PSD), „Sozialdemokratische Partei“, linkspopulistisch, linksnationalistisch
- Partidul Național Liberal (PNL), „Nationalliberale Partei“, rechtsliberal
- Uniunea Salvați România (USR), „Union Rettet Rumänien“, Mitte rechts
- Demokratische Union der Ungarn in Rumänien (Uniunea Democrată Maghiară din România bzw. Romániai Magyar Demokrata Szövetség (UDMR/RMDSZ)), moderate Partei der ungarischen Minderheit
- Alianța pentru Unirea Românilor (AUR), „Bündnis für die Union der Rumänen“
- S.O.S. România (S.O.S. RO), rechtsextrem
- Partidul Oamenilor Tineri (POT), „Partei der jungen Leute“, rechtsextrem
- Minorități, „Fraktion der nationalen Minderheiten“

### Sonstige Parteien
- Partidul Democrat Liberal (PD-L), „Liberal-demokratische Partei“, rechtsliberal
- Partidul Conservator (PC, ehemals PUR), „Konservative Partei“, wirtschaftsliberal, populistisch
- Partidul Civic Maghiar-Magyar Polgári Párt (PCM-MPP), „Ungarische Bürgerpartei“, fordert Autonomie für die in Rumänien lebenden Ungarn, besonders im Szeklerland populär, nationalistischer als die UDMR/RMDSZ
- Partidul România Mare (PRM), „Großrumänienpartei“, rechtsextrem, ungarnfeindlich
- Partidul Național Țărănesc Creștin Democrat (PNȚCD), „Nationale Christlichdemokratische Bauernpartei“, konservativ
- Alianța Liberalilor și Democraților (ALDE), „Allianz der Liberalen und Demokraten“, liberal